# Mayo Nyalan
Mayo Nyalan (appelé aussi « Mayo Nyalang ») est un village du Cameroun situé dans la région de l'Adamaoua et le département de Mayo-Banyo. Il fait partie de la commune de Banyo et du lamidat de Banyo. 

## Population
Lors du recensement de 2005, Mayo Nyalan comptait 298 habitants, dont 139 hommes et 159 femmes.
D'après le plan communal de développement de la commune de Banyo daté d'août 2015, Mayo Nyalan compte 490 habitants, dont 200 hommes et 290 femmes.